# Astragalus schelichovii
Astragalus schelichovii är en ärtväxtart som beskrevs av Porphir Kiril Nicolai Stepanowitsch Turczaninow. Astragalus schelichovii ingår i släktet vedlar, och familjen ärtväxter. Inga underarter finns listade i Catalogue of Life.